# Anomalon yescai
Anomalon yescai là một loài tò vò trong họ Ichneumonidae.